# Monte Gomito
Il Monte Gomito è un gruppo montuoso dell'Appennino tosco-emiliano, che raggiunge, con la sua vetta più alta, i 1892.3 m s.l.m., Interamente compreso nel comune di Abetone Cutigliano, fa parte dello spartiacque tra la valle della Lima e la Valle dello Scoltenna.

## Caratteristiche
Il monte Gomito risulta formato da quattro vette distinte, tre delle quali, viste dall'alto, formano un triangolo e la quarta è posta più o meno al centro di tale figura geometrica.
La cima più alta delle quattro viene detta La Fariola ed è quella posta nel vertice più a sud, presso il Passo della Fariola, che separa il Monte Gomito dal Monte Dente della Vecchia, detto anche Denti della Vecchia, e quindi dall'Alpe Tre Potenze). Seconda vetta per altezza (1890.5 m s.l.m.) è quella centrale dove sorge il rifugio Monte Gomito, all'arrivo degli impianti di risalita dell'ovovia. 

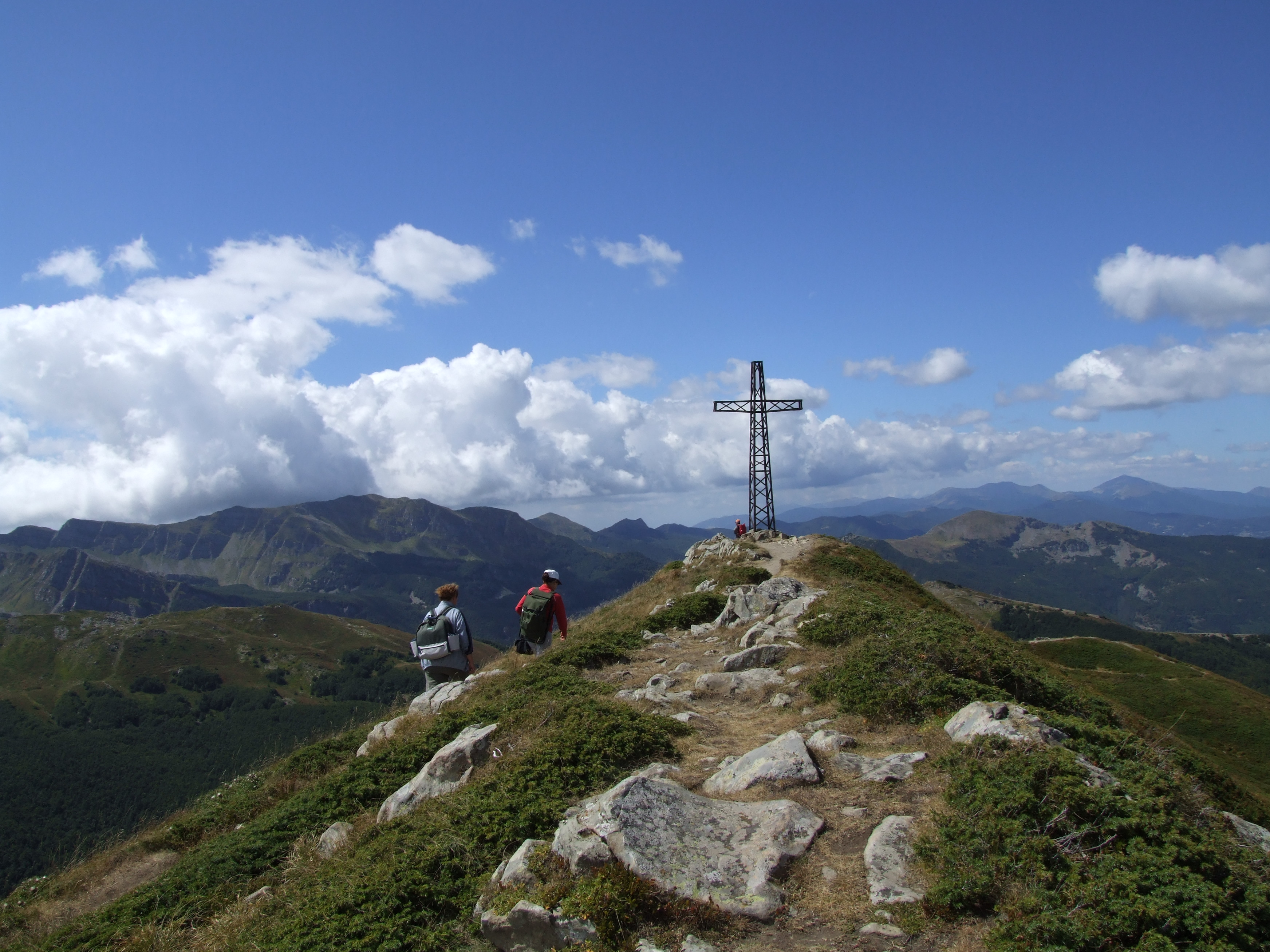
croce di vetta sul Monte Gomito

Più ad est si trova la vetta (che misura 1874.2 m) su cui arrivano gli impianti che partono dal rifugio della Selletta; infine vi è la vetta più a nord (alta 1884.6 m), sulla quale è posta una croce visibile anche da notevoli distanze.
La parete ovest del complesso montuoso sovrasta la Val di Luce, nella quale scorre il Rio delle Pozze, immissario dello Scoltenna; la parete a sud est, piuttosto scoscesa, sovrasta invece l'alta Valle del Sestaione, immissario della Lima, mentre la parete a nord est volge verso gli abitati di Abetone e Le Regine.
Le quote delle vette del Monte Gomito sono indicate differentemente nelle varie cartografia accessibili on-line: in particolare nel sito dell'Istituto Geografico Militare sono riportate quote leggermente più elevate (pochi metri) rispetto a quelle citate in questo articolo e ricavate dalla cartografia della regione Toscana.

## Gli impianti sciistici
Sul Monte Gomito sono stati realizzati e risultano attivi la maggior parte degli impianti sciistici del comprensorio Abetone-Le Regine-Val di Luce. In particolare vi sono i rifugi Monte Gomito, La Selletta e Pulicchio, impianti di risalita provenienti dalle località Abetone, Le Regine, Faidello e Val di Luce, nonché numerose piste.
Nonostante gli impianti descritti siano tuttora attivi, ne esistono altri che negli anni sono stati smantellati. In particolare non sono più attivi gli impianti che collegavano il Monte Gomito con la Foce di Campolino passando dalla Valle del Sestaione.
Gli impianti dell'ovovia sono attivi anche in estate per consentire di praticare la specialità del Downhill, ovvero la discesa delle piste da sci con biciclette appositamente attrezzate e con adeguate protezioni.

## Vie d'accesso
Le vette del Monte Gomito sono raggiungibili, oltre che con gli impianti di risalita, per mezzo di percorsi da trekking più o meno impegnativi e comunque segnalati. In particolare si segnalano il sentiero CAI-00 che collega l'abitato di Abetone con l'Alpe Tre Potenze. Tale sentiero risulta più impegnativo nei tratti della Fariola e dei Denti della Vecchia per i quali esistono comunque alternative di minore difficoltà. Considerando l'utilizzo estivo degli impianti di risalita, è sconsigliabile l'utilizzo delle piste da sci come percorso da trekking per evitare di incontrare ciclisti.